# 法兰克福南站
美茵河畔法兰克福火车南站（德語：Bahnhof Frankfurt (Main) Süd）俗称法兰克福南站（Frankfurter Südbahnhof），是美因河畔法兰克福境内的四座铁路长途车站之一。与法兰克福火车总站不同的是，它并非尽头站，而是一座包含9条到发线和5个月台的通过站。可在此站办理到发的业务包括有轨道长途客运（城际快车、城际列车、城市夜线）、轨道短途客运（城市快铁、区域快车、区域列车）和公共短途客运（地铁、有轨电车及巴士）。

## 方位

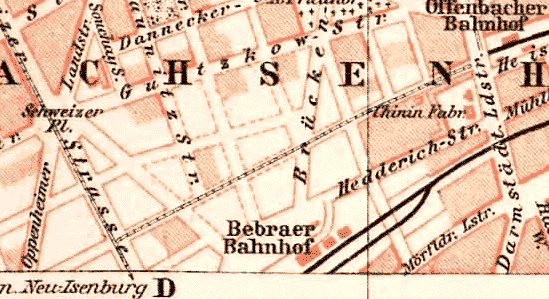
车站地图，1893年

法兰克福南站位于美因河南岸的萨克森豪森-北区，这是一个在奠基時代才成立的大都会分区。从站前广场，即迪斯特径广场（Diesterwegplatz）,可延伸至周边五条呈放射状分布的街道：往西南和东北向的赫德里希大街（Hedderichstraße），往西北至瑞士广场（Schweizer Platz）的迪斯特径大街（Diesterwegstraße），往北至法兰克福铁桥的铁桥大街（Stegstraße）和往东北至法兰克福老桥的老桥大街（Brückenstraße）。在迪斯特径广场上每逢周二和周五会举办每周集市。
车站西侧的地块是由此经过的瑞士大街，这是萨克森豪森在奠基者时代的中轴线。紧邻站前广场北侧、位于赫德里希大街和特克斯托大街（Textorstraße）之间的是一座在2003年关闭的原萨克森豪森有轨电车库，它在这期间已被清空和重建。在原基础上改建的仓库现在设有一家大型连锁超市和法兰克福市立图书馆的分馆。
车站的南部出口通往默费尔德乡村公路（Mörfelder Landstraße）。

## 历史

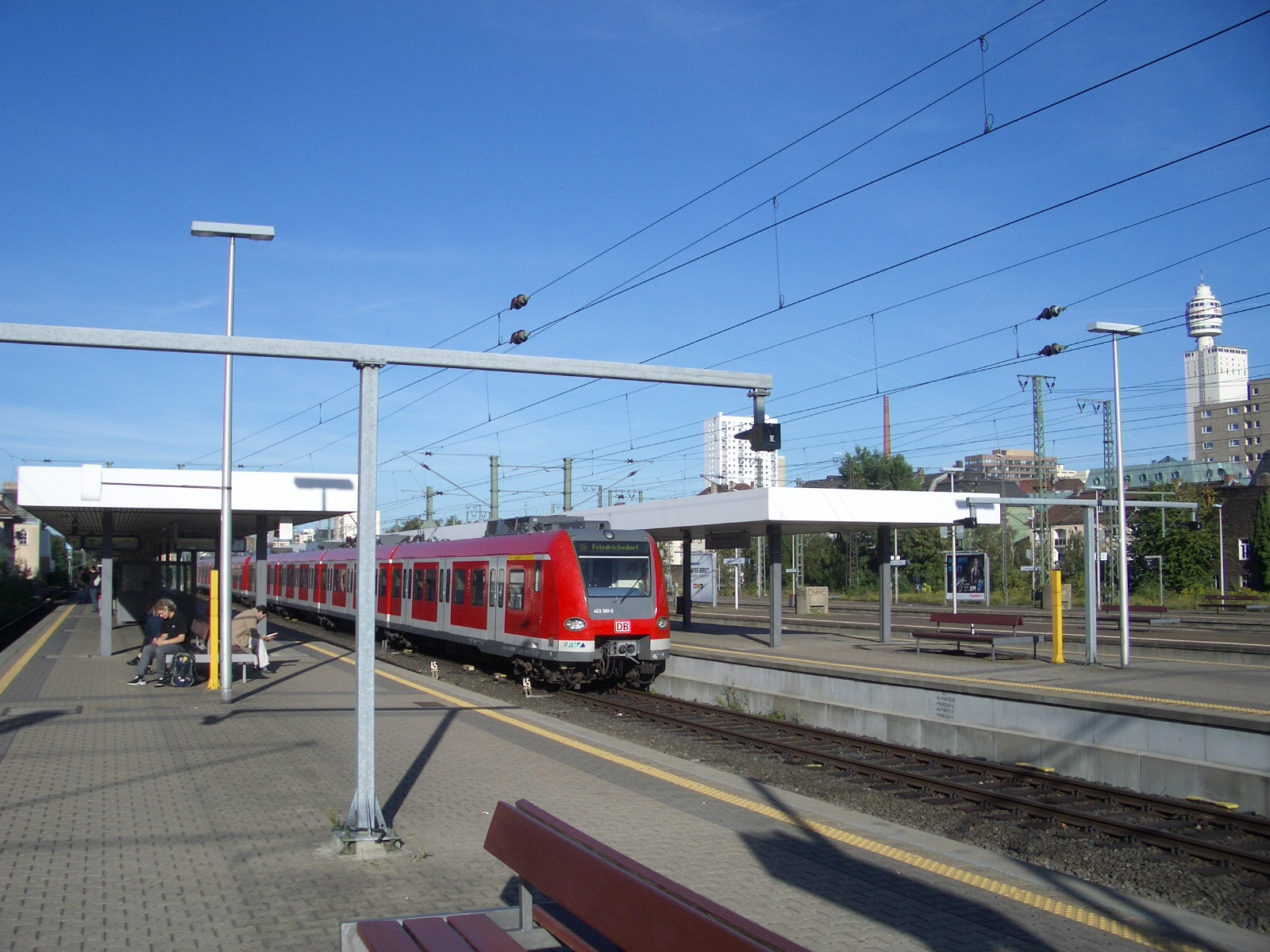
莱茵-美因城市快铁使用北侧的两个月台，而区域和长途运输则使用南侧的三个月台

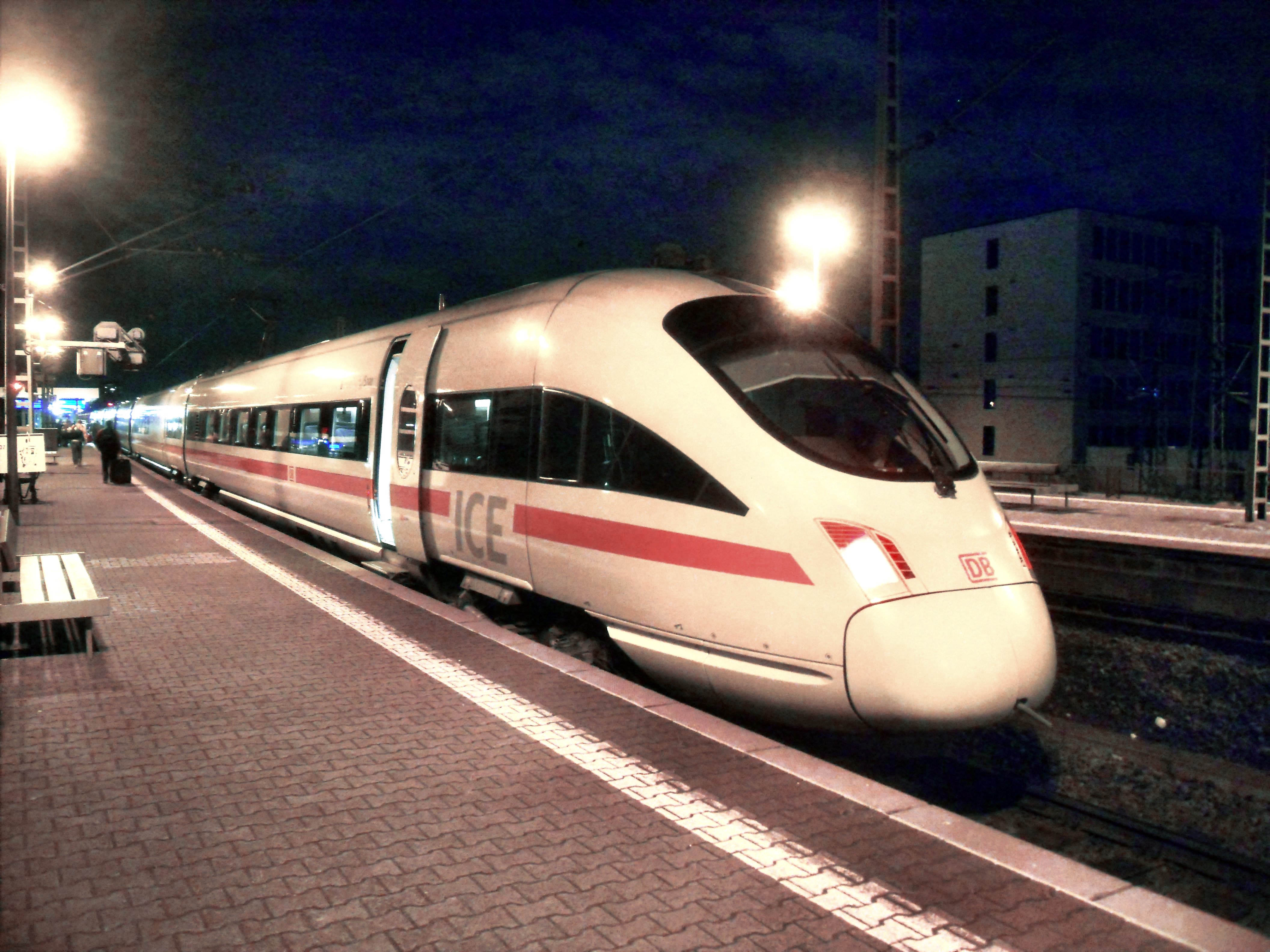
一列正开往法兰克福机场的ICE-T列车

如今的火车南站是在1873年11月15日，以“贝布拉车站（Bebraer Bahnhof）”的名义与奥芬巴赫火车总站同时开业。黑森选侯国早在1866年便开始修建从黑森北部的贝布拉经由富尔达和哈瑙通往法兰克福的贝布拉铁路，随后这项工作又由普鲁士国家铁路推进，至车站开业的这一天，从哈瑙至法兰克福的美因河南岸路段终于建成通车，从而使萨克森豪森和奥芬巴赫都可直接与这条线路相连。时至今日，它仍然是法兰克福这一侧与莱比锡、柏林、汉诺威、不来梅和汉堡等另一侧之间最为重要的铁路运输线。在此之前，来自贝布拉的列车都必须经由美因河北岸的和城市连接线运行。
位于达姆施塔特乡村公路（Darmstädter Landstraße）旁的原法兰克福-萨克森豪森车站自1873年起仅提供运行于法兰克福－奥芬巴赫地方铁路的穿梭服务，当地居民也因此将它称之为“地方车站”。
仍然保留至今的车站大楼是在1914年落成。其经过削减的新艺术运动风格样式是与同年开业的法兰克福赫希斯特车站相类似。在车站地下的地铁连接线修建期间（1984年完工），几乎整座车站大楼都遭到破坏，并于隧道工程结束后进行了重建。自那时起，建筑内部还加入了市民之家和文化中心等设施。而原本存在的铸铁月台大堂已于1960年代初被拆除。

### 改建规划
作为概念的一部分，车站的容量将通过各种措施得到增加。因此在车站东头与出入口相平行和往来于美因河南/北岸路段应得到加强，9道和10道应将使用长度扩展至750米，以及应优化通往法兰克福体育场的连接。相应的月台也应为适应更高的交通量进行扩建。在车站和美因-内卡桥之间还将进行四线改造并提供长途与区域运输的分离，藉此将右侧行车切换为左侧行车，从而便于列车在火车总站进行换向。此外，来自达姆施塔特方向的美因-内卡铁路也应实现立体交汇。

## 交通连结

### 长途运输
在轨道长途客运方面，有以下城际快车和城际列车线路行经法兰克福南站：
| 线路   | 走向 | 频率      |
| ------ | --- | --------- |
| ICE 50 | 莱比锡 － 埃尔福特 － 艾森纳赫 － 巴特黑斯费尔德 － 富尔达 － 法兰克福南 － 法兰克福机场                                                         | 两小时1班 |
| IC 31  | 基尔 － 汉堡 － 不来梅 － 多特蒙德 － 科隆 － 波恩 － 科布伦茨 － 美因茨 － 法兰克福机场 － 法兰克福南 － 阿沙芬堡 － 维尔茨堡 － 纽伦堡 － 帕绍 | 个别班次  |
| IC 50  | 莱比锡 － 魏森费尔斯 － 瑙姆堡 － 魏玛 － 埃尔福特 － 哥达 － 艾森纳赫 － 巴特黑斯费尔德 － 富尔达 － 哈瑙 － 法兰克福南 － 法兰克福机场         | 每日1对   |
| CNL    | 布拉格 － 德累斯顿 － 里萨 － 莱比锡 － 埃尔福特 － 法兰克福南 － 曼海姆 － 卡尔斯鲁厄 － 奥芬堡 － 弗赖堡 － 巴塞尔 － 苏黎世                   | 每日1对   |
| CNL    | 柏林 － 维滕贝格 － 比特费尔德 － 哈勒 － 埃尔福特 － 法兰克福南 － 曼海姆 － 卡尔斯鲁厄 － 奥芬堡 － 弗赖堡 － 巴塞尔 － 苏黎世                 | 每日1对   |
| EN     | 莫斯科 － 明斯克 － 布列斯特 － 华沙 － 波兹南 － 法兰克福 (奥得) － 柏林 － 汉诺威 － 富尔达 － 法兰克福南 － 曼海姆 － 梅斯 － 巴黎东          | 每周1对   |
| EN     | 维也纳 － 圣帕尔滕 － 林茨 － 帕绍 － 法兰克福南 － 法兰克福机场 － 美因茨 － 科布伦茨 － 波恩 － 科隆 － 杜塞尔多夫                             | 每日1对   |

### 区域运输
在轨道短途客运方面，有以下区域快车和区域列车线路行经该站：
| 线路  | 走向 | 频率（分钟） |
| ----- | --- | ------------ |
| RE 50 | 法兰克福 － 法兰克福南 － 奥芬巴赫 － 哈瑙 － 富尔达                                                                                 | 60分钟       |
| RE 55 | 法兰克福 / 法兰克福机场 － 法兰克福南 － 奥芬巴赫 / 美因塔尔东 － 哈瑙 － 阿沙芬堡 － 维尔茨堡 － 施韦因富特 － 哈斯富尔特 － 班贝格 | 60分钟       |
| RE 64 | 法兰克福 － 法兰克福南 － 奥芬巴赫 － 哈瑙 － 巴本豪森 － 大乌姆斯塔特维贝尔斯巴赫 (－ 埃尔巴赫 － 埃贝尔巴赫)                       | 120分钟      |
| SE 50 | 法兰克福 － 法兰克福南 － 奥芬巴赫 － 哈瑙 － 朗根塞尔博德 － 格尔恩豪森 － 韦希特尔斯巴赫 (－ 巴特索登-萨尔明斯特)                  | 60分钟       |
| RB 55 | 法兰克福 － 法兰克福南 － 美因塔尔东 － 哈瑙 － 阿沙芬堡                                                                             | 60分钟       |
| S3    | 巴德索登 － 法兰克福(地下) － 法兰克福南 － 兰根 － 达姆施塔特                                                                       | 30分钟       |
| S4    | 克龙贝格 － 法兰克福(地下) － 法兰克福南 － 兰根 (－ 达姆施塔特)                                                                     | 30分钟       |
| S5    | 弗里德里希斯多夫 － 巴特洪堡 － 法兰克福(地下) － 法兰克福南                                                                         | 15分钟       |
| S6    | 弗里德贝格 － 大卡尔本 － 巴特菲尔贝尔 － 法兰克福(地下) － 法兰克福南                                                               | 15分钟       |

### 短途运输
法兰克福南站在公共短途客运方便也发挥着特别重要的作用。由于地处市中心与南部郊区之间的交界处，在此交汇的除了莱茵-美因城市快铁开行的S3至S6线之外，还有法兰克福地铁A线（U1至U3线和U8线），有轨电车14、15、16、19号线和苹果酒快线。此外，还有大量的市内和区域巴士线路主要由此开往南部周边地区和法兰克福机场。一些巴士会在南部出口的默费尔德乡村公路旁停靠。
火车南站地铁站是法兰克福地铁A线的终点。因此在车站前方设有一个转辙段以及车站后方设有一个三线、约200米长的换向设施，它是由三个独立的隧道所组成。地铁站本身设有两条到发线和一个岛式月台。地铁U1、U2、U3和U8线每隔2至5分钟分别发往金海姆、赫德恩海姆、上乌瑟尔、里德贝格和巴特洪堡方向。